# 肖厝港
肖厝港为中国规划建设的六大石化基地和四大国际中转港口之一。原惠安縣肖厝鎮(包括沙格村等村落)周邊，2009年8月3日起，泉州港部分港區（即今肖厝港區和鬥尾港區）合併到新組成的湄洲灣港，現今位于泉州市泉港区南埔鎮湄洲湾南岸的一个港口，面积516平方公里。肖厝港所处泉港区为福建炼油化工有限公司所在地，也是福建省的石化基地。

## 歷史
肖厝港自宋元起就有与南洋群岛通航的记录。1985年12月，肖厝镇沙格村（王姓為主）开始建造万吨级码头。1990年2月，肖厝港开始建设十万吨级石油专用码头。1995年12月，中国国务院批准肖厝港为国家一类口岸。

## 鐵路運輸
- 漳泉肖铁路，1999年於福建省泉州惠安縣肖厝鎮（今泉港区南埔鎮），設立肖厝站。